# Sjukvård i USA

Vårdkostnaderna utgör en betydligt större del av bruttonationalprodukten i USA än i andra höginkomstländer, diagrammet visar åren 1970-2007.

I USA finns många olika institutioner för sjukvård och sjukförsäkring.

## Sjukförsäkring
De flesta sjukförsäkringarna i USA är privata och finansieras via arbetsgivaren. Några offentliga sjukförsäkringar är Medicare och Medicaid, dessa täcker dock inte hela befolkningen. De olika delstatsstyrena har avgörande betydelse för vad som gäller i respektive delstat. Cirka 15,3 procent av befolkningen saknar helt sjukförsäkring och runt 35 procent är underförsäkrade.
Patient Protection and Affordable Care Act, mer känd som Obamacare, är en sjukvårdsreform som Obamaadministrationen drev igenom 2010.